# Rafael Almeida (cineasta)
Rafael Pereira Almeida (Figueiró dos Vinhos, 15 de abril de 1994) é um cineasta português.

## Carreira
Pereira Almeida fez os seus primeiros estudos na vila de Figueiró dos Vinhos e depois frequentou a Universidade da Beira Interior, na Covilhã, onde se formou em cinema. Montou depois uma produtora em Figueiró dos Vinhos.
Tem uma carreira destacada como cineasta, produzido um grande número de obras, principalmente vídeos corporativos e institucionais, incluindo documentários, eventos ao vivo e anúncios.  Ainda durante o período de estudo destacou-se pelas suas curtas-metragens, vertente que prosseguiu ao longo da sua carreira, tendo algumas das suas obras sido integradas no segmento do Short Film Corner do Festival de Cannes.
A sua primeira obra foi a curta-metragem Demência, que fez parte da selecção oficial do MOTELX – Festival Internacional de Cinema de Terror de Lisboa em 2014, e em 2016 ganhou o prémio para Melhor Filme Leiriense no Leiria Film Fest. Em 2015 realizou a sua terceira obra de curta-metragem, Que é Feito dos Dias na Cave, que também foi por diversas vezes premiada. Este filme foi protagonizado por João Sérgio, que também foi a personagem principal em Demência. Em 2017 produziu, em conjunto com Ana Clara Saragoça, a curta-metragem O Dia da Exaltação, de promoção turística a Figueiró dos Vinhos, tendo sido realizada pela empresa ARTEiMANHA, e encomendada pela Câmara Municipal. Esta obra recebeu dois prémios no ART&TUR International Tourism Festival, que teve lugar em Leiria, em Outubro de 2018.
Em 2020, o filme Fragas São Simão, realizado por Rafael Almeida e produzido por Ana Clara Saragoça, recebeu o People's Choice Awards para melhor filme de turismo, na competição internacional Festival Art&Tur, em Viseu. Em 2021, a sua curta-metragem Igor, coproduzida por Tom Vítor de Freitas e Marcos Kontze, foi distinguida como o prémio Sophia para o melhor filme de ficção, por parte da Academia Portuguesa de Cinema. Também em 2021, foi um dos artistas convidados para o podcast Luzes, câmara, acção, produzido pelo jornal Público. Outros trabalhos seus que foram distinguidos incluem os filmes Que é feito dos dias na cave? e Demência.

## Curtas-metragens
- Igor (2020)
- Descobrindo a Variável Perfeita (2018)
- Que é Feito dos Dias na Cave (2016)
- Demência (2014)